# Mörk purpurtofs
Mörk purpurtofs (Iodopleura fusca) är en fågel i familjen tityror inom ordningen tättingar

## Utseende och läte
Mörk purpurtofs är en liten kotinga som på avstånd verkar mestadels svart med en tydlig vit linje nerför bröstet. Lätena består av mjuka och vaga visslingar. Både storlek, form och vanor påminner om den mycket vanligare arten svalvingad trögfågel, men denna saknar mörka purpurtofsens vita streck på bröstet. 

## Utbredning och systematik
Fågelns utbredningsområde är sydöstra Venezuelas anslutning till Guyanaregionen och allra nordligaste Brasilien (Roraima). Den behandlas som monotypisk, det vill säga att den inte delas in i några underarter.

## Levnadssätt
Mörk purpurtofs är en ovanlig fågel och dåligt känd fågel som hittas i högvuxen regnskog och mer lågväxt vitsandsskog. Den uppträder oftast i par och smågrupper, och ses vanligen sitta exponerat högt upp i bara träd. Födan består av frukt.

## Status och hot
Arten har ett stort utbredningsområde, men tros minska i antal, dock inte tillräckligt kraftigt för att den ska betraktas som hotad. Internationella naturvårdsunionen IUCN listar arten som livskraftig (LC).